# Cheverly
Cheverly è una town degli Stati Uniti d'America, situata nella Contea di Prince George nello Stato del Maryland. Secondo il censimento del 2020 la popolazione è di 6 291 abitanti.

## Geografia fisica
Cheverly occupa un'area totale di 3,50 km² (1,35 mi²), tutti di terra.

## Società

### Evoluzione demografica
Al censimento del 2020, risultarono 6 291 abitanti.

## Governo

### Educazione
- Judith P. Hoyer Early Childhood Center (2300 Belleview Avenue)
- Gladys Noon Spellman Elementary School (3324 64th Avenue)
- Saint Ambrose Catholic School (6310 Jason Street)

### Parchi e club
- Bellamy Park (Forest Road & Cheverly Avenue)
- Boyd Park (State Street e 64th Avenue)
- Cheverly-East Neighborhood Park (6600 Oak Street)
- Cheverly-Euclid Neighborhood Park (Euclid Street & Crest Avenue)
- Cheverly Swim and Racquet Club (Euclid Street & Crest Avenue)
- Cheverly-Tuxedo Park (Belleview Avenue & Arbor Street)
- Gast Park (Parkway & Inwood Street)
- Legion Park (Forest Road and Cheverly Avenue)
- Magruder Spring Park (Cheverly Avenue & Arbor Street)
- Nature Park (Crest Avenue & Lockwood Road)
- Town Park (6401 Forest Road)
- Woodworth Park (Wayne Place & Cheverly Park Drive)